# Votez Bérurier
Votez Bérurier est un roman publié en février 1964 par Frédéric Dard sous le nom de plume de San-Antonio, il est le 56e de la série  policière San-Antonio.

Chez l’éditeur Fleuve noir, il porte d’abord le numéro 391 de la collection « Spécial Police », puis en 1972 le numéro 22 de la collection « San-Antonio », avant de figurer en cinquante-sixième position lorsque cette même collection adopte la numérotation par ordre chronologique, en 2003.

## Couverture
- 1re édition de 1964 : illustration de Michel Gourdon.
- 2e édition de 1969 : illustration de Michel Gourdon.
- 3e édition de 1974 : illustration photo Vloo.
- 4e édition de mars 1981 : illustration photo.
- 5e édition de novembre 1988 : illustration photo.
- 6e édition de mars 1996 : illustration d' Alain Siauve.
- 7e édition de mars 1996 : illustration d' Alain Siauve.
- 8e édition de novembre 2011 : illustration de François Boucq.
- 9e édition de novembre 2019 : illustration de Michaël Sanlaville.

Note : Votez Bérurier est titré sans point d'exclamation lors des cinq premières éditions avant d'en prendre un en 1996 pour être intitulé Votez Bérurier !

## Distinction
Frédéric Dard reçoit le prix Rabelais 1963 pour cet ouvrage.

## Résumé
En vacances à Saint-Turluru-le-Haut avec Félicie, San-Antonio s'ennuie ferme quand il apprend le décès brutal du candidat communiste aux élections législatives partielles dans la ville voisine de Bellecombe-sur-Moulx. Il ne peut résister à mener l'enquête, d'autant plus que deux autres candidats vont décéder dans des circonstances troublantes.
 
Il va pouvoir compter sur l'aide de Bérurier envoyé à la rescousse par le « Vieux » (Directeur de la Police française) ainsi que de Pinaud et de plusieurs autres inspecteurs, sans compter celle de Félicie et d'un adjudant de gendarmerie en retraite.

## Personnages
- Le commissaire San-Antonio.
- L'inspecteur Alexandre-Benoît Bérurier, envoyé par Achille, dit Le Vieux, patron de San-Antonio.
- César Pinaud.
- Félicie, la mère du commissaire.
- Morbleut, adjudant de gendarmerie en retraite.
- Le commissaire principal Conrouge et les inspecteurs Laplume, Martinet du commissariat de Bellecombe.
- Le député communiste Gaétan de Martillet-Fauceau, abattu chez lui.
- Le candidat U.N.R Georges Monféal, poignardé dans son bain.
- Achille Lendoffé, nouveau candidat a l'élection tué dans son garage.
- Mathieu Mathieu, le jardinier de Martillet-Fauceau.
- M. Bécollomb, droguiste.
- Natacha Bannet, maitresse de  Gaétan de Martillet-Fauceau.

## Lieux de l'aventure
Les événements se produisent dans les communes de  Saint-Turluru-le-Haut et de Bellecombe-sur-Moulxsous prefecture de la Seine-et-Eure et un instant à Paris.
 
Endroits pittoresques de Saint-Turluru-le-Haut :

Hôtel du Vieux Donjon et de la Nouvelle Mairie réunis,

Café de l'industrie et du Monument aux Morts réunis,

Hôtel du Commerce et de la Hausse des Prix.

## Figure de style
L'expression métaphorique :
- placard à gruyère : cage thoracique - « Il avait morflé trois balles dans le placard à gruyère[1]. »
- fourreau de parapluie: avoir peur - « Il doit les avoir en  fourreau de parapluie, ce pauvre éligible! murmuré-je[2]. »

Les néologismes :
- venticulteur : personne qui sème le vent : « Il fait jour et un vent terrible souffle sur Saint-Turluru-le-Haut. Je ne sais pas qui a semé ce vent-là, mais en tout cas il récolte la tempête le venticulteur[3]. »

Le calembour :
- « Comme quoi, la réalité dépasse l'affliction[4]. »
- « Il a l'air de rien, mais il te vous escamote une carte que même un prestigieux-tâteur saurait pas en faire autant ! »[5]
- « Il est hagard (d'Austerlitz).... »[6]

L’accumulation :
- « Viennent alors des enfants :  de chœur, de Marie, de Pétain, naturels, des écoles, de putain, de troupe, trouvés, légitimes, de salauds, du Bon Dieu, et même martyrs[7] »

Références au Maigret de Simenon :
- « J’avise un petit bistrot, tout ce qu’il y a de sympa. C’est le café de province, avec de vieux guéridons de marbre, des boiseries encaustiquées et un comptoir d’étain. Voilà que je me mets à jouer les Maigret, à c’t’heure ! »[8]